# Alfa Romeo 90
O Alfa Romeo 90 é um carro executivo produzido pela fabricante de carros italiana Alfa Romeo.
Desenhado pela Bertone e introduzido no Salão de Turim de 1984, o 90 estava, em termos de tamanho, entre o Alfa Romeo Alfetta e o Alfa Romeo Alfa 6, os quais foi interrompida a respectiva produção após o lançamento do 90. O carro usava o chassis do Alfetta (incluindo o semi-eixo montado na traseira) e os motores do maior Alfa 6. A carroçaria era semelhante a ambos, embora modernizada. Uma característica notável do design do 90 o spoiler em forma de um queixo pequeno que se estendia acima de uma certa velocidade para ajudar a refrigeração do motor.
O 90 foi bem equipado, com vidros dianteiros eléctricos e bancos ajustáveis como base. O modelo luxuoso Quadrifoglio Oro (Trevo Dourado em português) tinha vidros traseiros eléctricos, um computador de bordo, direcção hidráulica, travamento central, pintura metalizada e um painel de instrumentos digital como base. Estavam disponíveis cinco motores: 1779 cc, 1962 cc com injecção electrónica, 1996 cc V6, 2492 cc V6 com injecção electrónica e 2393 TD feito pela VM Motori. O motor de 1962 cc injecção electrónica incorporou um sistema VVT.
O 90 foi renovado em 1986 com muitas mudanças menores. A mudança mais óbvia no exterior foi a nova grelha, com inclinações horizontais menores.

## Motores
| Modelo  | Motor | Cilindrada | Potência         | Velocidade Máxima  |
| ------- | ----- | ---------- | ---------------- | ------------------ |
| 1.8 L   | I4    | 1779 cc    | 120 cv (88,3 kW) | 186 km/h (116 mph) |
| 2.0 L   | I4    | 1962 cc    | 128 cv (94,1 kW) | 191 km/h (119 mph) |
| 2.0i V6 | V6    | 1996 cc    | 132 cv (97,1 kW) | 195 km/h (121 mph) |
| 2.5i V6 | V6    | 2492 cc    | 156 cv (115 kW)  | 203 km/h (126 mph) |
| 2.4 TD  | I4    | 2393 cc    | 110 cv (80,9 kW) | 178 km/h (111 mph) |

## Ligações Externas
O Registo Internacional dos Alfa 90